# Chietla (kommun)
Chietla är en kommun i Mexiko.   Den ligger i delstaten Puebla, i den sydöstra delen av landet, 120 km sydost om huvudstaden Mexico City. Antalet invånare är 36 606. Arean är 277 kvadratkilometer.
Terrängen i Chietla är kuperad österut, men västerut är den platt.
Följande samhällen finns i Chietla:
- Atencingo
- Chietla
- Viborillas de Hidalgo
- San Miguel la Toma
- San Nicolás Tenexcalco
- Pueblo Nuevo de Porfirio Díaz
- Lagunillas de Rayón
- San Miguel Tecolacio
- Temaxcalapa de Gabino Barreda
- Don Roque
- San Isidro el Organal
- Santa Cruz el Mirador
- La Soledad
- San Isidro la Sábila
- La Palma
- El Cascalote
- El Capire
- Cofradía
- Ex-Hacienda de Jaltepec